# Un minuto para ganar (Chile)
Un minuto para ganar es un programa de televisión chileno, emitido por Televisión Nacional de Chile, estrenado el 21 de mayo de 2011 y conducido por Julián Elfenbein. Este estelar de concurso está basado en el programa de la NBC, Minute to win it, cuyo formato ha sido adaptado a más de 20 países en el mundo.
El formato fue creado originalmente en 2003 por Derek Banner y su compañía de producción BUMP Productions - Banner Universal Motion Pictures LLC, con el título original del ganador Minute Winner - usted consiguió un minuto para ganarla. El proyecto original de concurso fue en noviembre de 2005 presentó a la empresa sueca formato Friday TV, que la desarrolló en 2007 y licenció a la NBC en 2009.
Una nueva edición del programa se estrenó por Chilevisión el 24 de marzo de 2022, bajo la conducción de Jean Philippe Cretton. Sin embargo, el programa no tuvo el éxito esperado, por lo que fue primero movido de horario y posteriormente sacado a los dos meses de pantalla, siendo su última emisión el 26 de mayo.

## Modo de juego
El juego consiste en lograr superar 10 pruebas al azar, con dificultad ascendente y un monto en dinero asignado, teniendo sólo 60 segundos para superar cada una. Se dispone de 3 vidas que serán restadas si una prueba no se supera dentro del minuto o si se falla irremediablemente, y si esto ocurre se debe realizar nuevamente la prueba. Al perder las 3 vidas se terminará el juego y el dinero que el concursante gane corresponderá al último monto seguro obtenido. No obstante, existe la posibilidad de retirarse después de completar una prueba, ganando así el monto correspondiente al nivel recién superado. El premio máximo, después de superar los 10 niveles, corresponde a $30.000.000
El árbol de dinero se encuentra a la derecha de este texto. Los montos seguros están identificados con amarillo.

### Último hombre en pie
La modalidad Último hombre en pie (Last man standing) se realiza de vez en cuando en el programa. Durante un capítulo completo, 10 participantes compiten todos contra todos realizando las pruebas simultáneamente. En cada una de ellas, el último participante en realizarla, o quien no consiga superar al resto, será eliminado, llevándose $250.000. Los dos finalistas se enfrentan en un duelo donde el perdedor se lleva $1.000.000 mientras que el ganador pasa a la prueba final, Súper moneda, por $30.000.000 Si no la logra superar, se lleva $3.000.000

### Guerra de sexos
La modalidad Guerra de sexos fue creada en Chile, y consiste en dos equipos de 7 concursantes, uno de mujeres y otro de hombres. En cada juego deben enfrentarse un miembro de cada equipo, sin repetirse, realizando simultáneamente las pruebas. El equipo que logra ganar 4 pruebas, pasa a jugar Último hombre en pie, mientras que los perdedores se llevan $100.000 cada uno.

## Pruebas
Las instrucciones han sido escritas textualmente a partir de los videos introductorios (Blueprints) de cada prueba. Las palabras finales licenciadas al final de éstos son: "El fracaso en completar esta prueba en 60 segundos puede resultar en la eliminación".
- Alfombra mágica: como en el cuento de Aladín, donde un joven convierte una alfombra en un dispositivo volador, el concursante transformará una alfombra de baño en un trineo doméstico. Imitando el movimiento de una oruga, el concursante deberá hacer correr la alfombra a través de una carrera de obstáculos y cruzar la línea final.
- Apaga la luz: las lámparas de contacto están diseñadas para prender y apagarse con un toque. Para comenzar, 6 lámparas de contacto están encendidas y pegadas a un muro en forma de pirámide. En este desafío, el concursante debe lanzar proyectiles intentando apagar una a una las lámparas. Debe ser preciso, ya que volver a prender una luz significará comenzar de nuevo.
- Ascensor de dulces: ¿cómo levanta uno un dulce desde el suelo hasta la boca sin realmente tocar el dulce? Una forma es construir un sistema de entrega usando dos lápices como elevador y cuerda sobre las orejas como cables. El concursante deberá estar de pie sobre una plataforma de 81 cm de altura. Llevará a su boca 3 dulces. No puede cometer el error de que estos caigan, ya que no tendrá otra oportunidad.
- Aterrizaje forzoso: en este desafío, el concursante debe hacer girar una botella plástica de agua en 360° aterrizándola de pie. Con la botella parcialmente llena, su centro de gravedad estará constantemente en movimiento, creando así impredecibles giros. El concursante tendrá 10 oportunidades para aterrizar una botella derecha.
- Atrapada: en este desafío, se deben arrojar 2 lápices desde el dorso de la mano y atraparlos en el aire. Se debe repetir esto tantas veces como lo necesite. Agregar, en cada lanzamiento, 2 lápices hasta llegar a un total de 12. Un mal lanzamiento podría borrar sus esperanzas de ganar 30 millones de pesos.
- Cabeceo: el podómetro más simple es un dispositivo mecánico pequeño que determina cuántos pasos alguien ha realizado. En este desafío, será adherido a la cabeza. Usando sólo movimientos de esta, el concursante tiene que hacer un total de 125.
- Cabeza de cubo: una pelota de ping pong pesa 2,83 g y tiene un diámetro de 3,8 cm y en ese desafío, estando parado a 1,5 m de un muro, el oponente debe hacer rebotar las pelotas desde el suelo a la pared con bastante precisión y velocidad para que ellas puedan entrar en el cubo pegado a su cabeza. Esto repetido 3 veces.
- Cambia lata: prueba de equilibrio y de destreza. El jugador debe intercambiar la pila de latas vacías de la mano izquierda con la pila de latas llenas de la mano derecha y viceversa. Luego del intercambio, se colocan en la mesa erguidas por 3 segundos. Se debe realizar esta prueba sin usar el cuerpo como palanca y sin bajar ninguna lata durante el proceso.
- Carta ninja: el récord de distancia por el lanzamiento de una carta es sobre 65 m. En este desafío, el jugador debe tener buena puntería arrojando una carta con exactitud en la mitad de una sandía.
- Casamentero: el concursante comienza con 16 chocolates recubiertos de dulce, 4 de cada color, escondidos bajo 16 vasos separados. Presionado por el reloj, deberá levantar los vasos y depositar los dulces de colores en las estaciones situadas alrededor del escenario. No se permite comer.
- Catapulta: primero disfrutados por los faraones de Egipto, los marshmallows han sido atesorados, comidos y, algunas veces, quemados por siglos. En este desafío, el concursante usará una escoba para lanzar marshmallows desde un plato de papel hasta un vaso vacío. Para ganar, debe atrapar un total de 3.
- Chupa y lleva: esta es la típica bombilla de bebidas creada para mover líquido hacia tu boca. En este desafío, el concursante comienza con una bombilla en su boca, y succionando transportará 4 dulces desde un recipiente, y los depositará encima de otras bombillas.
- Clavos colgantes: el concursante debe colgar cuidadosamente 6 clavos simultáneamente en un cordel. Un movimiento equivocado hará que los clavos caigan y obligará al participante a empezar de nuevo.
- Cómo cuelga: el concursante tendrá atado a su cintura una cuerda, y en su extremo, un plátano que colgará a 30 cm del suelo. Usando el impulso generado por sus caderas, el concursante debe balancear el plátano para golpear dos naranjas hasta dejarlas al interior de un ula ula.
- Copo de nieve: en este desafío, se deben transferir 5 bolas de algodón, una a la vez, desde un recipiente a otro usando sólo la nariz. El concursante deberá usar vaselina. El exceso de ella puede hacer difícil la liberación del algodón, y muy poca hará que el algodón caiga prematuramente.
- Cuerpo a tierra: en este desafío, el bowling es llevado a su esencia utilizando 60 bolitas y 3 desafiantes lápices. Acostado en el suelo, el concursante deberá hacer rodar las bolitas intentando derribar los 3 lápices.
- Doble problema: en este desafío, el concursante tiene que realizar dos difíciles rebotes simultáneamente. Usando una mano, el participante debe hacer rebotar dos pelotas de ping pong sobre la mesa y hacerlas aterrizar en dos vasos de vidrio al mismo tiempo en un solo lanzamiento.
- Doblón de oro: el recorrido de una moneda al caer es relativamente derecho, pero al tirarla dentro del agua su trayectoria es impredecible. En este desafío, 3 peceras son alineadas en el escenario. El objetivo del concursante es tirar una moneda en los vasos de vidrio que se encuentran en el fondo de las peceras.
- Efecto dominó: una resma de papel contiene 500 hojas. En este desafío, el concursante debe equilibrar 11, y una vez listo el dominó gigante se debe generar una reacción en cadena, donde la última resma hará sonar una campana, la que indicará la victoria del concursante.
- El apostador: en este desafío, el concursante debe utilizar un vaso y una mano para recoger los dados de una superficie plana. Usando la fuerza centrífuga generada por el brazo, los dados deben reapilarse en columnas de 3, 4 y 5.
- El dedal: originalmente, el dedal fue diseñado para proteger la punta del dedo humano de objetos cortantes. En este desafío, el concursante debe poner un total de 6 bolitas de vidrio dentro de 6 dedales. El dedal tiene un diámetro de 15 mm.
- El gato: en este desafío, se jugará al gato usando vasos llenos de agua y pelotas de ping pong blancas y naranjas, como cruz y círculo. Lanzando alternadamente las pelotas, el concursante deberá tener cuidado de no bloquearse para obtener 3 pelotas en fila.
- El golpe: el lazo ha sido usado por expertos vaqueros durante siglos. El concursante, usando una bola de hilo, debe botar 4 de 5 latas de bebidas colocadas en diversas alturas sin botar la lata que está debajo.
- El látigo: al usar una toalla como látigo, esta genera la fuerza y velocidad suficiente para que crear una energía sónica. En este desafío, el concursante usará una toalla pegada al piso para latigar y así lanzar 2 pelotas de ping pong hacia un cubo.
- El puente: en este desafío, una huincha de medir será utilizada como puente para hacer rodar 3 pelotas de ping pong dentro de 3 vasos cortos. Un ángulo muy empinado podría hacer que la pelota pase sobre los objetivos. El concursante debe depositar una pelota a 1 y medio, 1,80 y 2,1 m de distancia.
- En el gancho: un clip, una llave y un palillo: ¿Cómo pueden éstos simples objetos darnos mucha entretención? En este desafío, el concursante sostendrá un palillo en su boca como una caña de pescar. Utilizando un clip como anzuelo, deberá enganchar 4 llaves ubicadas en el borde de una mesa redonda. Engancha las 4 llaves y la pesca del día será tuya. Pero cuidado: unos labios temblorosos podrían dejar todo el esfuerzo en el suelo.
- Enhebrado: una aguja de cocer es un alfiler de acero diseñado para pasar hilo a través de una tela. En este desafío, 10 agujas, empezando con el ojo más grande y gradualmente el más pequeño, estarán ubicados hacia arriba. Confiando en una mano firme y un ojo agudo, el concursante debe pasar un extremo del hilo a través de cada uno de estos pequeños hoyos.
- Equilibrio perfecto: en este desafío, el concursante deberá poner sobre una ampolleta un huevo en forma vertical. Estratégicamente, colocará una cierta cantidad de sal sobre la superficie para ayudar al equilibrio, puesto que encontrar el balance del huevo es de mucha dificultad. Esto deberá repetirlo 2 veces usando solo un paquete de sal.
- Escalofrío: un podómetro estándar está diseñado para contar pasos. En este desafío, el concursante debe usar 4 podómetros en sus brazos y piernas para luego dar rienda suelta a un estilo libre de descontrolados movimientos. En otras palabras, aletea como pollo para acumular un total de 500 clics en la sumatoria total de los podómetros.
- Fuego rápido: mientras más se estire un elástico, mayor será su potencia, haciéndolo un elemento ideal para practicar tiro al blanco. En este desafío, hay que lanzar elásticos tomando cierta energía para derribar 6 latas y dejarlas fuera de la superficie.
- Giratorio: en este desafío, el concursante deberá usar la yema del dedo para detener la moneda en movimiento de forma vertical. El borde de la moneda mide 2 mm. Concentración y precisión son las cualidades para detener 5 monedas y lograr el desafío.
- Guiño galleta: la cara humana está compuesta de muchos músculos, los que nos ayudan a reír o a fruncir el ceño. En este desafío, el concursante debe transportar 3 galletas desde su frente hasta su boca usando sólo sus músculos faciales. Si una galleta cae, el concursante puede colocar otra galleta en su frente y volver a intentarlo.
- Huevo en peligro: en este desafío, se llena un vaso con agua hasta la mitad, se cubre con un plato de aluminio y se posiciona un tubo de papel higiénico parado con un huevo crudo en la parte superior. Usando una escoba, el concursante debe dar un golpe al plato para que el huevo caiga libremente dentro del vaso. Esto debe ser repetido 9 veces con no más de 3 intentos fallidos.
- Huevo rodante: una caja típica de pizza mediana es un cuadrado de 36 cm hecha de cartón. En este desafío, el competidor debe usar la caja como un ventilador para impulsar 3 huevos a una zona determinada. Sin embargo, la forma poco convencional de los huevos hará que rueden de manera impredecible, por lo que el viaje al destino final no será tan fácil.
- La burbuja: el concursante debe soplar una burbuja desde una varita y luego impulsarla por el aire a través de un aro en la dirección designada. El participante deberá medir intensidad del soplido, ya que si es muy agresivo, la burbuja reventará; si es débil, perderá el impulso y chocará.
- La cucharita: en este desafío, una culinaria catapulta moderna, la cuchara, será usada por el concursante para lanzar 4 cucharas dentro de 4 vasos. Advertencia: no intentar este desafío en la mesa mientras mamá está mirando.
- La hélice: consiste en una hélice de madera unida a una vara. Este juguete chino fue creado en el s. IV a. C. En este desafío, el concursante debe impulsar la hélice hacia un canasto ubicado a 4 m y medio de distancia aproximadamente. Déjalo volar.
- La momia: la delicadeza del papel higiénico permite que con un simple tirón este se corte. En este desafío, usando sólo su cuerpo, y no sus manos, el concursante debe desenrollar un rollo de papel girando en 360°. El papel nunca debe romperse, sino el juego termina.
- La pasta: existen más de 350 variedades de pastas. En este desafío, solo requeriremos de dos tipos. Usando una sola pieza de espagueti crudo sostenido en la boca, el concursante deberá levantar un total de 6 canutones colocándolos en línea. Si ocupas las manos, hasta la vista, baby.
- La pirámide: el concursante usará 36 vasos para levantar una estructura con forma de pirámide. Una vez construida, deslizará los vasos hacia abajo en diagonal, creando una sola torre.
- Lleva lleva: un globo de fiesta común está diseñado para flotar. En este desafío, el participante debe usar coordinación, concentración y reflejos ninjas para mantener los 3 globos en el aire. El jugador no permitirá que los globos toquen el suelo.
- Los patitos: las ranas usan sus poderosas patas traseras para saltar por el aire, ¿pero cómo salta una pelota de ping pong? La respuesta es: con un poderoso soplido humano. En este desafío, el concursante debe soplar una pelota de ping pong desde un vaso de agua a otro. Esto debe ser repetido 3 veces, desde 8, 15 y 22 cm
- Manza torre: la parte más amplia de una deliciosa manzana roja está arriba, y tiene 5 diferentes protuberancias en la parte inferior. No existen manzanas idénticas. En este desafío, el concursante debe apilar 5 manzanas, una sobre la otra, formando una torre libre.
- Marcha elefante: 8 botellas son localizadas en dos filas paralelas a 2 metros y medio de distancia. El concursante debe utilizar un par de medias pantis que colocará en su cabeza. Al interior de una de sus piernas, habrá una pelota de béisbol que quedará colgando. Con un pie en cada lado de la línea central, el concursante debe oscilar la bola para botar las 8 botellas.
- Media moneda: en este desafío, dos monedas se ubican al fondo de las piernas de un par de media panty. Sólo usando sus manos, el concursante debe llegar al fondo por dentro de las piernas de la panty para agarrar las inquietas monedas. Cada brazo deberá trabajar independientemente. No se pueden usar las manos para tomar las monedas entre sí.
- Muérdeme: en este desafío, el concursante debe levantar 5 bolsas de papel de diversos tamaños desde el suelo, usando sólo su boca y ubicándolas sobre los podiums. Sólo los pies pueden tocar el suelo, por consiguiente, los concursantes deben confiar en su equilibrio, flexibilidad y creatividad.
- Operación raqueta: una raqueta de tenis estándar tiene 200 cuadrados dentro de su malla. Cada uno mide 1,27 cm aproximadamente. En este desafío, la raqueta parada en su base debe equilibrar una pelota de tenis en su parte superior. Con una precisión quirúrgica, el concursante usará un pinza para pasar por el cuadrado delineado un dulce de menta, cayendo este en un vaso al otro lado de la raqueta. Un movimiento errado y la pelota caerá. Esto debe ser repetido 2 veces.
- Pañuelo loco (primero): una caja de pañuelos desechables contiene 160 pañuelos. En este desafío, el concursante deberá sacar uno a uno los pañuelos, utilizando solo una mano, vaciando completamente la caja.
- Pañuelo loco: una caja de pañuelos desechables contiene 85 unidades. En este desafío, el concursante deberá sacar uno a uno los pañuelos, utilizando solo una mano, vaciando completamente dos cajas. Deberá sacar todos los pañuelos de la primera para poder continuar con la segunda.
- Pañuelo loco extremo: si vaciar dos cajas de pañuelos desechables era un desafío, con cuatro esto será una locura. En este juego los concursantes deberán vaciar 4 cajas de pañuelos desechables, sacándolos uno a uno con la mano designada para cada caja.
- Pegajoso: en este desafío, el concursante intentará hacer rodar un huevo hacia el borde de una bandeja invertida para recoger 3 stickers. Debe tener nervios de acero o puede estallar bajo presión.
- Pelota ciega: este desafío empieza con el concursante con los ojos vendados y girado dos veces. Desorientado, el jugador debe localizar y agarrar 2 de las 4 pelotas, las que han sido colocadas a diferentes alturas por todo el escenario.
- Pelotas pegajosas: en este desafío, el concursante deberá hacer rodar bolitas de vidrio a través de una superficie plana intentando pegar 5 de ellas en una cinta de doble contacto que está esperando al final. Si lo haces muy lento, las bolas no llegarán. Si lo haces muy rápido, volarán fuera del borde.
- Pesca milagrosa: este desafío prueba las capacidades del concursante en la pesca indoor. Usando un pegajoso gusano como carnada, intentará pescar una galleta para luego masticar con ganas su presa sin usar las manos. Esto deberá repetirlo en 2 oportunidades
- Puf puf: el concursante debe usar chorros de agua de una botella de aerosol casera para transportar un globo a lo largo del escenario hasta ubicarlo dentro de un contenedor de basura. Ten cuidado con el uso del rociador. Demasiada agua sobre la superficie de látex hará pesar más el globo.
- Rebotando: cada año se producen suficientes lápices como para dar vuelta al mundo más de 60 veces. Estos tienen dos extremos: uno para escribir y otro para borrar. Sin embargo, en este desafío el concursante intentará rebotarlos dentro de vasos posicionados en línea. Esto debe ser repetido 7 veces.
- Sacudida: este desafío comienza con 8 pelotas de ping pong dentro de una caja de pañuelos vacía colocada en una correa alrededor de la cintura del concursante. La caja se ubica en la baja espalda. La persona debe saltar, agacharse y sacudirse para sacar las pelotas sin utilizar las manos.
- Salto triple: el concursante debe hacer rebotar pelotas de ping pong a lo largo de 3 platos de 28 cm y hacer caer un total de 3 dentro de una pecera. Las pelotas que reboten al centro tendrán mejor dirección que las que caigan en el borde elevado del plato, ya que su trayectoria será impredecible.
- Sencillo: en este desafío, el concursante debe sacar un billete que está atrapado bajo 5 monedas apiladas en el borde de un vaso vacío. El concursante necesitará una mano firme para lograr el cometido en dos oportunidades.
- Sin gravedad: un diseño aerodinámico de plumas juega un rol importante en el control de vuelo de un pájaro. Cuando se trabaja solo, sin embargo, la obstinada pluma se niega a volar. En este desafío, el concursante intentará mantener dos plumas en vuelo soplándolas continuamente en el aire. En ningún momento las plumas pueden tocar el suelo o el cuerpo del concursante.
- Sin soplar al joker: las cartas de un mazo de naipes estándar se pueden barajar, repartir o incluso apilar. El jugador intentará soplar casi todas las cartas desde la parte superior de una botella dejando sólo el joker sobre ella.
- Situación pegajosa: el manjar se pega a casi todo, incluyendo el paladar de la boca. En este desafío, el concursante debe rebotar una pelota de ping pong en el suelo para que esta se pegue sobre la superficie del pan cubierta con manjar.
- Sube sube: el concursante comenzará con una torre de 39 vasos azules con un vaso rojo en la base. Con gran velocidad y concentración, deberá trasladar el vaso rojo hacia arriba, cambiando los vasos desde la parte superior de la torre hasta la parte inferior, alternando el uso de sus manos. El movimiento debe ser repetido 39 veces hasta que el vaso rojo vuelva a su base.
- Tornado: el sonido de un globo desinflándose rápidamente es gracioso... y bastante vergonzoso. En este desafío, el concursante debe inflar un globo y luego utilizar el aire que se escapa para botar vasos plásticos. Esto se debe repetir hasta que 15 vasos hayan sido lanzados fuera de la mesa.
- Torre de golf: en promedio, una pelota de golf tiene 350 orificios, y con un toque delicado esas curvas convexas pueden ser alineadas. En este desafío, los jugadores construirán una torre de 3 pelotas de golf que deben permanecer apiladas por 3 s.
- Torre de papel: en este desafío se usarán 30 fichas índex para construir una estructura de 10 pisos de alto. Cada nivel debe consistir en dos tarjetas dobladas ubicadas en cada extremo y una tarjeta plana sobre las dobladas. En este juego, la presión es insostenible, ya que el más mínimo error provocará el derrumbe de la torre y deberá empezar de cero.
- Torre de Pisa: en este desafío, el concursante debe equilibrar un total de 3 latas de bebida sobre su borde inferior biselado. Es imposible balancear cuando la lata está llena, por lo tanto, el concursante deberá beber primero algo del contenido.
- Torre de tuercas: un solo palillo sin el otro es tan inservible como una tuerca hexagonal sin un perno de acompañamiento. Cuando los juntamos, sin embargo, son una perfecta pareja. En este desafío, el concursante debe deslizar de un palillo 10 tuercas de metal, una por una, para formar una torre. En esta operación basada en precisión, la coordinación de manos y ojos es requerida. Un movimiento en falso podría hacer que la torre caiga.
- Yo-yo cola: según la leyenda, los cazadores filipinos se subían en los árboles y usaban el yo-yo para noquear a sus presas. En este desafío, el concursante usará el yo-yo para botar latas de bebida. Para aumentar la dificultad, el jugador empieza con el yo-yo adherido a su espalda. Luego, usando un impulso del cuerpo y una técnica de cola arriba, ellos deben botar un total de 4 latas desde sus blancos.
- Zapato volador: el pie humano es una red de huesos, músculos, tendones y ligamentos. En este desafío, el jugador tendrá que usarlo para lanzar un zapato hacia una mesa ubicada a 3 m de distancia y deberá lograr que este aterrice sobre la superficie en no más de 12 intentos.

### Prueba final
- Súper moneda: en la actualidad, hay 12 mil millones de monedas en circulación. En los próximos 60 segundos, una de ellas podría valer 30 millones de pesos. El concursante debe hacer rebotar una moneda a una distancia de 4 metros y medio para lograr aterrizar al menos una dentro de una jarra de 20 L de agua. La moneda necesitará una trayectoria perfecta para entrar en la estrecha boca de 5 centímetros. El completar esta prueba en 60 s te convertirá en millonario.

## Temporadas

### Primera temporada
La primera temporada se estrenó el 21 de mayo de 2011 y terminó el 13 de agosto de 2011 durando aproximadamente 4 meses. Los participantes fueron desconocidos. Obtuvo un índice de audiencia promedio de 11,7 Puntos.

### Segunda temporada
La segunda temporada se estrenó el 20 de agosto de 2011 y terminó el 17 de diciembre de 2011 durando aproximadamente 5 meses. Los participantes fueron desconocidos y en algunos capítulos famosos. Obtuvo un índice de audiencia promedio de 10,1 Puntos.

### Tercera temporada
La tercera temporada se estrenó el 7 de enero de 2012 y terminó el 18 de febrero de 2012 durando aproximadamente 1 mes. Los participantes fueron vip de la Televisión Chilena. Obtuvo un índice de audiencia promedio de 9,0 puntos.

### Júnior
La primera temporada júnior se estrenó el 6 de marzo de 2015, conducido por José Miguel Viñuela.

### 2022
La temporada 2022 se estrenó por Chilevisión el 25 de marzo de 2022, bajo la conducción de Jean Philippe Cretton acompañado de Rocio Marengo. Esta edición se graba en Argentina, en los estudios de Telefe (mismos dueños de Chilevisión) Sin embargo, el programa no tuvo el éxito esperado, por lo que fue primero movido de horario y posteriormente sacado a los dos meses de pantalla, sin haber emitido todos los capítulos. Su última emisión el 26 de mayo.

## Audiencia
| 1  | Sábado | 21 de mayo       | 22:12 - 23:48 | 13,1 | Cuarto  | No ("Teatro en Chilevisión" y "Quiero mi fiesta")                            | [ 4 ]  |
| 2  | Sábado | 28 de mayo       | 22:01 - 23:31 | 12,7 | Quinto  | Sí ("Gigantes con Vivi") / No ("Teatro en Chilevisión")                      | [ 5 ]  |
| 3  | Sábado | 4 de junio       | 22:05 - 23:46 | 14,1 | Segundo | Sí ("Gigantes con Vivi", "Teatro en Chilevisión" y "Quiero mi fiesta")       | [ 6 ]  |
| 4  | Sábado | 11 de junio      | 22:03 - 23:49 | 14,1 | Segundo | Sí ("Gigantes con Vivi", "Teatro en Chilevisión" y "Quiero mi fiesta")       | [ 7 ]  |
| 5  | Sábado | 18 de junio      | 22:20 - 23:59 | 14,3 | Tercero | Sí ("Gigantes con Vivi") / No ("Teatro en Chilevisión")                      | [ 8 ]  |
| 6  | Sábado | 25 de junio      | 22:18 - 00:10 | 11,8 | Quinto  | No ("Teatro en Chilevisión")                                                 | [ 9 ]  |
| 7  | Sábado | 2 de julio       | 22:30 - 00:21 | 14,5 | Segundo | Sí ("Gigantes con Vivi", "Teatro en Chilevisión" y "Quiero mi fiesta")       | [ 10 ] |
| 8  | Sábado | 9 de julio       | 22:22 - 00:13 | 11,9 | Quinto  | Sí ("Gigantes con Vivi" y "Quiero mi fiesta") / No ("Teatro en Chilevisión") | [ 11 ] |
| 9  | Sábado | 16 de julio      | 22:28 - 00:26 | 13,9 | Noveno  | No ("Teatro en Chilevisión")                                                 | [ 12 ] |
| 10 | Sábado | 23 de julio      | 22:19 - 00:02 | 12,0 | Quinto  | Sí ("Gigantes con Vivi" y "Quiero mi fiesta") / No ("Teatro en Chilevisión") | [ 13 ] |
| 11 | Sábado | 30 de julio      | 22:33 - 00:16 | 12,1 | Cuarto  | Sí ("Gigantes con Vivi" y "Quiero mi fiesta") / No ("Teatro en Chilevisión") | [ 14 ] |
| 12 | Sábado | 6 de agosto      | 22:22 - 00:05 | 10,7 | Quinto  | Sí ("Gigantes con Vivi" y "Quiero mi fiesta") / No ("Teatro en Chilevisión") | [ 15 ] |
| 13 | Sábado | 13 de agosto     | 22:18 - 23:55 | 11,4 | Cuarto  | Sí ("Quiero mi fiesta") / No ("Teatro en Chilevisión")                       | [ 16 ] |
| 14 | Sábado | 20 de agosto     | 22:18 - 00:12 | 14,5 | Segundo | Sí ("Gigantes con Vivi", "Teatro en Chilevisión" y "Quiero mi fiesta")       | [ 17 ] |
| 15 | Sábado | 27 de agosto     | 22:25 - 00:20 | 11,3 | Cuarto  | Sí ("Quiero mi fiesta") / No ("Teatro en Chilevisión")                       | [ 18 ] |
| 16 | Sábado | 17 de septiembre | 22:22 - 00:11 | 9,7  | Cuarto  | No ("Teatro en Chilevisión" y "Cine 13" )                                    | [ 19 ] |
| 17 | Sábado | 1 de octubre     | 22:27 - 00:17 | 9,4  | Quinto  | Sí ("Quiero mi fiesta") / No ("Teatro en Chilevisión")                       | [ 20 ] |
| 18 | Sábado | 8 de octubre     | 22:27 - 00:19 | 9,3  | Séptimo | No ("Teatro en Chilevisión")                                                 | [ 21 ] |
| 19 | Sábado | 15 de octubre    | 22:34 - 00:24 | 10,9 | Quinto  | No ("Teatro en Chilevisión")                                                 | [ 22 ] |
| 20 | Sábado | 22 de octubre    | 22:35 - 00:29 | 7,9  | Décimo  | No ("Teatro en Chilevisión" y "Mega Films")                                  | [ 23 ] |
| 21 | Sábado | 29 de octubre    | 22:14 - 00:05 | 10,9 | Tercero | Si ("Teatro en Chilevisión" y "40 ó 20") / No ("Teatro en Chilevisión")      | [ 24 ] |
| 22 | Sábado | 5 de noviembre   | 22:16 - 00:11 | 10,9 | Tercero | No ("Teatro en Chilevisión" y "Los Simpson Prime")                           | [ 25 ] |
| 23 | Sábado | 19 de noviembre  | 22:16 - 00:07 | 7,9  | Décimo  | No ("Perla" y "Los Simpson Prime")                                           | [ 26 ] |
| 24 | Sábado | 26 de noviembre  | 22:20 - 00:12 | 9,4  | Sexto   | No ("Perla", "Los Simpson Prime" y "Teatro en Chilevisión")                  | [ 27 ] |
| 25 | Sábado | 17 de diciembre  | 22:16 - 00:05 | 9,5  | Cuarto  | Si ("Los Simpson Prime") / No ("Perla" y "Teatro en Chilevisión")            | [ 28 ] |
| 26 | Sábado | 7 de enero       | 22:11 - 23:58 | 10,8 | Cuarto  | Si ("Los Simpson Prime") / No ("Perla" y "Teatro en Chilevisión")            | [ 29 ] |
| 27 | Sábado | 14 de enero      | 22:09 - 23:57 | 9,8  | Quinto  | Si ("Los Simpson Prime") / No ("Perla" y "Teatro en Chilevisión")            | [ 30 ] |
| 28 | Sábado | 21 de enero      | 22:21 - 00:09 | 8,2  | Séptimo | No ("Perla" y "Festival del Huaso de Olmué")                                 | [ 31 ] |
| 29 | Sábado | 28 de enero      | 22:25 - 00:18 | 9,6  | Segundo | Sí ("Gala de Gimnacia Ritmica") No ("Teatro en Chilevisión")                 | [ 32 ] |
| 30 | Sábado | 11 de febrero    | 22:06 - 23:52 | 8,0  | Sexto   | Sí ("Teatro en Chilevisión") No ("Viva Dichato")                             | [ 33 ] |
| 31 | Sábado | 18 de febrero    | 22:20 - 00:07 | 7,6  | Quinto  | Sí ("Teatro en Chilevisión") No ("Viva Dichato")                             | [ 34 ] |